# Iris Slappendel
Iris Slappendel, née le 18 février 1985 à Ouderkerk aan den IJssel, est une coureuse cycliste néerlandaise, professionnelle de 2004 à 2016.
En juin 2015, elle fait partie des treize cyclistes élus à la Commission des Athlètes au sein de l'UCI. 

## Carrière sportive
En 2012, sur la manche de Coupe du monde de l'Open de Suède Vårgårda, la première attaque revient à Iris Slappendel lors du troisième tour. Six autres coureuses, dont Hanka Kupfernagel, la rejoignent. L'écart grandissant, Marianne Vos décide le tour suivant de partir à leur poursuite, profitant de la côte pour s'échapper. Le groupe prend toujours plus d'avance sur le peloton. À trois tours de l'arrivée, Iris Slappendel attaque de nouveau. Elle compte une avance de vingt-huit secondes, mais se fait finalement reprendre par Linda Villumsen flanquée de Marianne Vos huit kilomètres plus loin. Le groupe se reforme et les attaques se succèdent. À treize kilomètres du but, Iris Slappendel attaque avec Hanka Kupfernagel dans sa roue. Elles se disputent la victoire à deux et Iris Slappendel se montre la plus rapide,.
En 2014, sur la course en ligne des championnats des Pays-Bas, Lucinda Brand s'échappe à trente kilomètres de l'arrivée. Dans le final, sa coéquipière Iris Slappendel sort du peloton. Elle revient sur Lucinda Brand et la dépasse. Elle remporte ainsi son premier titre de championne des Pays-Bas. 
En septembre 2016, elle annonce sa retraite comme coureuse cycliste. 

## Autres activités
Iris Sappendel a suivi une formation en conception de produits industriels en 2007. En 2013, elle remporte le concours de graphisme de l'Union cycliste internationale pour redessiner les maillots de leader du classement de la Coupe du monde de cycliste féminine.
En septembre 2017, elle fonde avec Carmen Small et Gracie Elvin The Cyclists' Alliance, la principale organisation syndicale représentant les cyclistes professionnelles féminines. Elle en reste présidente jusqu'à son départ en octobre 2024, où elle est remplacée par Grace Brown.

## Palmarès
- 2003
  - 3e du championnat du monde du contre-la-montre juniors
- 2006
  - Prologue du Tour de Toscane
  - 3e du Ster Zeeuwsche Eilanden
  - 3e du championnat des Pays-Bas sur route
- 2008
  -  Champion du monde universitaire du contre-la-montre
  - Omloop der Kempen
- 2009
  - 3e du Grand Prix Elsy Jacobs
- 2010
  - 6e étape du Tour de Thuringe
  - Open de Suède Vårgårda (contre-la-montre par équipes, avec Cervélo TestTeam Women)
  - 2e du Ster Zeeuwsche Eilanden
  - 2e du 7-Dorpenomloop van Aalburg
  - 3e de la Holland Hills Classic
- 2011
  - 3e du championnat des Pays-Bas du contre-la-montre
  - 3e du Tour du Qatar
  - 3e de l'Open de Suède Vårgårda Time Trial (contre-la-montre par équipes)
  - 7e de l'Open de Suède Vårgårda (Cdm)
- 2012
  - Open de Suède Vårgårda (Cdm)
  - GP Comune di Cornaredo
  - 1re étape du RaboSter Zeeuwsche Eilanden (contre-la-montre)
  - 3e de l'Open de Suède Vårgårda Time Trial (contre-la-montre par équipes)
  - 7e de la Coupe du monde
- 2013
  - 2e du Grand Prix international de Dottignies
  - 3e du Gooik-Geraardsbergen-Gooik
- 2014
  -  Championne des Pays-Bas sur route
  - 7e étape de la Route de France
  - 10e du Tour de Drenthe (Cdm)
- 2016
  - 2e du Rochester Twilight Criterium